# Isla Sombrero Chino
Isla Sombrero Chino es un islote volcánico ecuatoriano, que geográficamente forma parte de las Islas Galápagos, también conocidas como Archipiélago de Colón, y que administrativamente está integrado en la Provincia de Galápagos. Se encuentra entre las Islas más grandes de Santiago (de la que dista tan solo unos metros) y Santa Cruz. No llega a un superficie mayor a 1 kilómetro cuadrado (20,8 hectáreas), posee formaciones de lava y restricciones que limitan el número de visitantes que pueden estar en ella, al tratarse de un área especial dentro del parque nacional, además contiene poblaciones de lobos marinos y pingüinos.